# Priscilla Pointer
Priscilla Marie Pointer (ur. 18 maja 1924 w Nowym Jorku, zm. 28 kwietnia 2025 w Ridgefield) – amerykańska aktorka charakterystyczna występująca w broadwayowskich teatrach, a w późniejszym okresie także w filmach (w tym, m.in., w kultowym horrorze Carrie i kryminale Blue Velvet) i serialach telewizyjnych. Była matką aktorki Amy Irving oraz reżysera i scenarzysty filmowego Davida Kennetha Irvinga, a także teściową Stevena Spielberga.
Zmarła 28 kwietnia 2025 we śnie, w domu opieki w Ridgefield w stanie Connecticut; na 3 tygodnie przed 101. urodzinami.

## Filmografia
- Carrie (1976) jako Eleanor Snell, matka Sue
- Nickelodeon (1976) jako Mabel
- W poszukiwaniu idealnego kochanka (1977) jako pani Dunn, matka Theresy i Katherine
- Cebulowe pole (1979) jako Chrissie Campbell
- Honeysuckle Rose (1980) jako Rosella Ramsey
- Konkurs (1980) jako pani Donellan
- Najdroższa mamusia (1981) jako Margaret Lee Chadwick
- Strefa mroku (1983) jako panna Cox
- Micki i Maude (1984) jako Diana Hutchison
- Sokół i koka (1985) jako pani Lee
- Blue Velvet (1986) jako Frances Beaumont
- Strzał z biodra (1987) jako Martha Williams
- Rumpelstiltskin (1987) jako królowa Grizelda
- Koszmar z ulicy Wiązów III: Wojownicy snów (1987) jako dr Elizabeth Simms
- C.H.U.D. 2 (1989) jako dr Berlin
- Świrusy (1990) jako Francine
- Pokaz siły (1990) jako Alice Ryan
- Inferno: Piekielna walka (1999) jako pani Howard

### Seriale TV
- Adam-12 (1968–1975) jako Jacqueline Carey (gościnnie, 1973)
- Kojak (1973-78) jako Regina (gościnnie, 1975)
- Sierżant Anderson (1974–1978) jako Adele French (gościnnie, 1976)
- Quincy (1976–1983) jako Kathy Benson/pani Nielson (gościnnie; 1978 i 1983)
- Pani Columbo (1979–1980) jako pani Prior (gościnnie, 1979)
- Knots Landing (1979–1983) jako Beatrice Handleman (gościnnie, 1980)
- Dallas (1978–1991) jako Rebecca Barnes-Wentworth
- St. Elsewhere (1982–1988) jako Marie Halloran (gościnnie, 1984)
- Drużyna A (1983–1987) jako matka Tracy Richter (gościnnie, 1983)
- Niesamowite historie (1985–1987) jako stara Charlie/kobieta w pociągu (gościnnie)
- Prawnicy z Miasta Aniołów (1986–1994) jako sędzia Dorothy M. Pehlman (gościnnie w 4 odcinkach, l. 1986-88)
- Córeczki milionera (1987–1988) jako Ruby (gościnnie, 1987)
- Flash (1990–1991) jako Nora Allen
- Ostry dyżur (1994–2009) jako pani Abernathy (gościnnie, 1994)
- Gdzie diabeł mówi dobranoc (1992–1996) jako dr Ellen Smithie (gościnnie, 1995)
- Dotyk anioła (1994–2003) jako Elizabeth Carpenter (gościnnie, 1996)
- Potyczki Amy (1999–2005) jako Margaret Palmer (gościnnie, 2001)
- Dowody zbrodni (2003–2010) jako Lillian Vine (gościnnie, 2006)